# Omloop van het Houtland
L'Omloop van het Houtland è una corsa in linea di ciclismo su strada maschile che si disputa a Lichtervelde, in Belgio, ogni anno nel mese di settembre. Dal 2005 fa parte del calendario dell'UCI Europe Tour (come gara di categoria 1.2 per il solo 2005, dal 2006 come gara di classe 1.1).

## Albo d'oro
Aggiornato all'edizione 2024.
| Anno | Vincitore                             | Secondo                               | Terzo                                 |
| ---- | ------------------------------------- | ------------------------------------- | ------------------------------------- |
| 1945 | André Maelbrancke                     | Georges Desplenter                    | Arthur Mommerency                     |
| 1946 | Roger Decorte                         | Richard Depoorter                     | Lucien Mathys                         |
| 1947 | Adolf Verschueren                     | Michel Van Elsue                      | Irene De Keyser                       |
| 1948 | Albert Anutchin                       | Omer Huwel                            | Emmanuel Thoma                        |
| 1949 | André Pieters                         | Albert Ramon                          | Jean Laroye                           |
| 1950 | André Maelbrancke                     | Valère Ollivier                       | Albert Sercu                          |
| 1951 | André Maelbrancke                     | André Declerck                        | Gentiel Vermeersch                    |
| 1952 | Valère Ollivier                       | Willem Labaere                        | R. Van Kerckhoven                     |
| 1953 | Arthur Mommerency                     | André Pieters                         | André Noyelle                         |
| 1954 | Lucien Victor                         | René Janssens                         | Camilius Demunster                    |
| 1955 | Roger Decorte                         | Firmin Bral                           | André Pieters                         |
| 1956 | Léon Van Daele                        | Firmin Bral                           | Willy Truye                           |
| 1957 | Gilbert Desmet                        | Roger Verplaetse                      | Rik Van Looy                          |
| 1958 | Gilbert Desmet                        | Roger Decorte                         | Norbert Kerckhove                     |
| 1959 | Arthur De Cabooter                    | Jan Zagers                            | Johnny Deleye                         |
| 1960 | Michel Stolker                        | Arthur De Cabooter                    | Frans De Mulder                       |
| 1961 | Roland Aper                           | Marcel Ongenae                        | André Assez                           |
| 1962 | Norbert Kerckhove                     | Laurent Christiaens                   | Joseph Planckaert                     |
| 1963 | Robert Van De Caveye                  | Romain Van Wijnsberghe                | Emiel Lambrecht                       |
| 1964 | Arthur De Cabooter                    | Georges Decraeye                      | Antoon Declercq                       |
| 1965 | Gilbert Desmet                        | Jacques De Boever                     | Georges Vandenberghe                  |
| 1966 | Walter Boucquet                       | Eddy Van Audenaerde                   | Gilbert Desmet                        |
| 1967 | Jan Boonen                            | Rik Van Looy                          | Daniel Van Ryckeghem                  |
| 1968 | Walter Boucquet                       | Tony Daelemans                        | Willy Donie                           |
| 1969 | Noel Van Clooster                     | Freddy Decloedt                       | Wim Dubois                            |
| 1970 | Roger De Vlaeminck                    | Daniel Van Ryckeghem                  | Willy Maes                            |
| 1971 | André Dierickx                        | Etienne Buysse                        | Luc Van Goidsenhoven                  |
| 1972 | Patrick Sercu                         | Tony Gakens                           | Jacques De Boever                     |
| 1973 | Marc Lievens                          | Paul Lannoo                           | Gerry Catteeuw                        |
| 1974 | Willy Planckaert                      | José Vanackere                        | Serge Van Daele                       |
| 1975 | Eddy Cael                             | André Dierickx                        | Fernand Hermie                        |
| 1976 | Lieven Malfait                        | Eric Jacques                          | José Vanackere                        |
| 1977 | Marc Demeyer                          | Eddy Vanhaerens                       | Sean Kelly                            |
| 1978 | Herman Van Springel                   | Eddy Cael                             | Alain De Roo                          |
| 1979 | Alain De Roo                          | Adri Schipper                         | Eddy Cael                             |
| 1980 | Walter Planckaert                     | Yvan Lamote                           | Ronny Van Marcke                      |
| 1981 | Rudy Pevenage                         | Willy Scheers                         | Werner Devos                          |
| 1982 | Michel Pollentier Eddy Vanhaerens     | Michel Pollentier Eddy Vanhaerens     | Alain Desaever                        |
| 1983 | Ronny Van Marcke                      | Werner Devos                          | Eddy Vanhaerens                       |
| 1984 | Ludo Frijns                           | Jacques Hanegraaf                     | Dirk Demol                            |
| 1985 | Yvan Lamote                           | Dirk Clarysse                         | Sylvester Aarts                       |
| 1986 | Willem Wijnant                        | Dirk Demol                            | Werner Devos                          |
| 1987 | Hendrik Redant                        | Paul Haghedooren                      | Yvan Lamote                           |
| 1988 | Danny Janssens                        | Frank Hoste                           | Gino De Backer                        |
| 1989 | Jan Bogaert                           | Pascal Elaut                          | Johan Devos                           |
| 1990 | Johan Museeuw                         | Patrick Verschueren                   | Patrick Hendrickx                     |
| 1991 | Didier Priem                          | Wiebren Veenstra                      | Johan Devos                           |
| 1992 | Johan Devos                           | Ferdi Dierickx                        | Jelle Nijdam                          |
| 1993 | Danny Daelman                         | Léon van Bon                          | Bart Heirewegh                        |
| 1994 | Étienne De Wilde                      | Michel Cornelisse                     | Werner Van Rompaey                    |
| 1995 | Jans Koerts                           | Jo Planckaert                         | Michel Cornelisse                     |
| 1996 | Johan Capiot                          | Robbie Vandaele                       | Roger Hammond                         |
| 1997 | Robbie Vandaele                       | John Talen                            | Jurgen Vermeersch                     |
| 1998 | Étienne De Wilde                      | Brian Dalgaard Jensen                 | Jean-Pierre Heynderickx               |
| 1999 | Étienne De Wilde                      | John Talen                            | Hans De Meester                       |
| 2000 | Niko Eeckhout                         | Linas Balciunas                       | Fabien De Waele                       |
| 2001 | Geert Omloop                          | Julien Smink                          | Mark Walters                          |
| 2002 | non disputato                         | non disputato                         | non disputato                         |
| 2003 | Geert Omloop                          | Christophe Roodhooft                  | Alain van Katwijk                     |
| 2004 | Bert De Waele                         | Dennis Haueisen                       | Jürgen Roelandts                      |
| 2005 | Kevin Van Impe                        | Marcel Sieberg                        | Steven Caethoven                      |
| 2006 | Artur Gajek                           | Niko Eeckhout                         | Danilo Hondo                          |
| 2007 | Steven de Jongh                       | Baden Cooke                           | Niko Eeckhout                         |
| 2008 | Martin Pedersen                       | Michael Kristensen                    | Roy Curvers                           |
| 2009 | Graeme Brown                          | Robert Wagner                         | Niko Eeckhout                         |
| 2010 | Stefan van Dijk                       | Kenny van Hummel                      | Adam Blythe                           |
| 2011 | Guillaume Van Keirsbulck              | Stefan van Dijk                       | Mark McNally                          |
| 2012 | Marcel Kittel                         | Adam Blythe                           | Timothy Dupont                        |
| 2013 | Marcel Kittel                         | Nacer Bouhanni                        | Jens Debusschere                      |
| 2014 | Jelle Wallays                         | Daniel Schorn                         | Coen Vermeltfoort                     |
| 2015 | Jens Debusschere                      | Timothy Dupont                        | Coen Vermeltfoort                     |
| 2016 | non disputato                         | non disputato                         | non disputato                         |
| 2017 | Tom Devriendt                         | Maarten Wynants                       | Brian van Goethem                     |
| 2018 | Jonas Van Genechten                   | Jasper De Buyst                       | Timothy Dupont                        |
| 2019 | Max Walscheid                         | Dries De Bondt                        | Taco van der Hoorn                    |
| 2020 | annullata per la Pandemia di COVID-19 | annullata per la Pandemia di COVID-19 | annullata per la Pandemia di COVID-19 |
| 2021 | Taco van der Hoorn                    | Danny van Poppel                      | Gerben Thijssen                       |
| 2022 | Jasper Philipsen                      | Arnaud De Lie                         | Dylan Groenewegen                     |
| 2023 | Gerben Thijssen                       | Dylan Groenewegen                     | Cédric Beullens                       |
| 2024 | Max Walscheid                         | Dylan Groenewegen                     | Pierre Barbier                        |